# 조지 반 드림

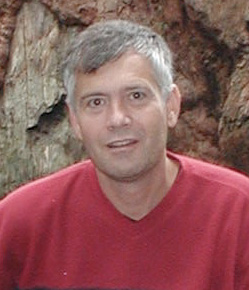

조지 반 드림(George (Sjors) van Driem, 1957 - )은 네덜란드 출신의 언어학자이다. 현재 베른 대학교의 역사언어학 교수로 있다.
전문 분야는 중국티베트어족 등 동아시아 언어와 진화유전학이다. 1983년부터 히말라야 지역에서 현장 탐사를 통해 현지 언어들을 직접 연구했으며, 림부어에 관한 논문으로 레이던 대학교에서 박사 학위를 받았다. 1993년부터 히말라야 언어 프로젝트를 이끌며 부탄 정부의 지원을 받아 종카어 등의 연구를 진행하기도 했다.
그는 언어를 밈적인 유기체로 간주하는 언어철학 사상인 Symbiosism의 창시자로 알려져 있으며, 언어가 부계를 통해 주로 전달된다는 아버지말 가설을 주장하며 Y-DNA 하플로그룹 O와 연관된 동아시아어족(East Asian languages)을 제창하기도 했다.

## 같이 보기
- 중국티베트어족
- 동아시아어족